# WNBA 2002
Die Saison 2002 der Women’s National Basketball Association war die sechste ausgespielte Saison der nordamerikanischen Damen-Basketball-Profiliga. Die reguläre Saison begann am 25. Mai 2002 mit den Auftaktpartien zwischen den Los Angeles Sparks und den New York Liberty sowie den Utah Starzz und den Minnesota Wild. Nach Abschluss der regulären Saison, die bis zum 13. August 2002 ausgetragen wurde, begannen die Playoffs um die WNBA-Meisterschaft, die die Los Angeles Sparks am 31. August im zweiten Finalspiel gegen die New York Liberty für sich entschieden. Zudem fand am 15. Juli 2002 im MCI Center, der Heimspielstätte der Washington Mystics, in Washington, D.C. das vierte WNBA All-Star Game statt.

## Draft
- Hauptartikel: WNBA Draft 2002

Am 20. April 2002 fand der WNBA Draft statt. Die Auswahlreihenfolge beim WNBA Draft wurde bei einer Lotterie festgelegt. Diese gewannen die Seattle Storm vor den Detroit Shock.
Als ersten Pick zogen die Storm Sue Bird. Danach wählte Detroit auf dem zweiten Platz Swin Cash. Insgesamt sicherten sich die 16 Franchises die Rechte an 64 Spielerinnen. Den Hauptanteil mit 58 Spielerinnen stellten die Vereinigten Staaten.

### Top-5-Picks
Abkürzungen: Pos = Position, G = Guard, F = Forward, C = Center

| #  | Spielerin            | Nationalität | Pos | WNBA-Mannschaft    | College/Profi-Team                          |
| -- | -------------------- | ------------ | --- | ------------------ | ------------------------------------------- |
| 1. | Sue Bird             | USA          | G   | Seattle Storm      | University of Connecticut                   |
| 2. | Swin Cash            | USA          | F   | Detroit Shock      | University of Connecticut                   |
| 3. | Stacey Dales-Schuman | Kanada       | G   | Washington Mystics | University of Oklahoma                      |
| 4. | Asjha Jones          | USA          | F   | Washington Mystics | University of Connecticut                   |
| 5. | Nikki Teasley        | USA          | G   | Portland Fire      | University of North Carolina at Chapel Hill |

## Reguläre Saison

### Abschlusstabellen
Abkürzungen: Pl.=Platz, Sp. = Spiele, S = Siege, N = Niederlagen, GB = Spiele hinter dem Führenden der Conference
Erläuterungen:       = Playoff-Qualifikation,       = Conference-Sieger
| Pl. | Eastern Conference | Sp. | S  | N  | Siege in % | GB | Heim | Auswärts |
| --- | ------------------ | --- | -- | -- | ---------- | -- | ---- | -------- |
| 1.  | New York Liberty   | 32  | 18 | 14 | 56,3       | –  | 10:6 | 8:8      |
| 2.  | Charlotte Sting    | 32  | 18 | 14 | 56,3       | 0  | 11:5 | 7:9      |
| 3.  | Washington Mystics | 32  | 17 | 15 | 53,1       | 1  | 9:7  | 8:8      |
| 4.  | Indiana Fever      | 32  | 16 | 16 | 50,0       | 2  | 10:6 | 6:10     |
| 5.  | Orlando Miracle    | 32  | 16 | 16 | 50,0       | 2  | 10:6 | 6:10     |
| 6.  | Miami Sol          | 32  | 15 | 17 | 46,9       | 3  | 9:7  | 6:10     |
| 7.  | Cleveland Rockers  | 32  | 10 | 22 | 31,3       | 8  | 4:12 | 6:10     |
| 8.  | Detroit Shock      | 32  | 9  | 23 | 28,1       | 9  | 7:9  | 2:14     |

| Pl. | Western Conference  | Sp. | S  | N  | Siege in % | GB | Heim | Auswärts |
| --- | ------------------- | --- | -- | -- | ---------- | -- | ---- | -------- |
| 1.  | Los Angeles Sparks  | 32  | 25 | 7  | 78,1       | –  | 12:4 | 13:3     |
| 2.  | Houston Comets      | 32  | 24 | 8  | 75,0       | 1  | 14:2 | 10:6     |
| 3.  | Utah Starzz         | 32  | 20 | 12 | 62,5       | 5  | 12:4 | 8:8      |
| 4.  | Seattle Storm       | 32  | 17 | 15 | 53,1       | 8  | 10:6 | 7:9      |
| 5.  | Portland Fire       | 32  | 16 | 16 | 50,0       | 9  | 9:7  | 7:9      |
| 6.  | Sacramento Monarchs | 32  | 14 | 18 | 43,8       | 11 | 10:6 | 4:12     |
| 7.  | Phoenix Mercury     | 32  | 11 | 21 | 34,4       | 14 | 10:6 | 1:15     |
| 8.  | Minnesota Lynx      | 32  | 10 | 22 | 31,3       | 15 | 7:9  | 3:13     |

## Playoffs

### Playoff-Baum
| Conference Semifinals | Conference Semifinals | Conference Semifinals |    |                    | Conference Finals | Conference Finals | Conference Finals |  |  | WNBA Finals | WNBA Finals | WNBA Finals |
|                       |                       |                       |    |                    |                   |                   |                   |  |  |             |             |             |
| 1                     | New York Liberty      | 2                     |    |                    |                   |                   |                   |  |  |             |             |             |
| 4                     | Indiana Fever         | 1                     |    |                    |                   |                   |                   |  |  |             |             |             |
| 4                     | Indiana Fever         | 1                     | 1  | New York Liberty   | 2                 |                   |                   |  |  |             |             |             |
| Eastern Conference    |                       |                       | 1  | New York Liberty   | 2                 |                   |                   |  |  |             |             |             |
|                       | 3                     | Washington Mystics    | 1  |                    |                   |                   |                   |  |  |             |             |             |
| 2                     | 3                     | Washington Mystics    | 1  | Charlotte Sting    | 0                 |                   |                   |  |  |             |             |             |
| 2                     |                       |                       |    | Charlotte Sting    | 0                 |                   |                   |  |  |             |             |             |
| 3                     | Washington Mystics    | 2                     |    |                    |                   |                   |                   |  |  |             |             |             |
| 3                     | Washington Mystics    | 2                     | E1 | New York Liberty   | 0                 |                   |                   |  |  |             |             |             |
|                       |                       |                       |    | New York Liberty   | 0                 |                   |                   |  |  |             |             |             |
|                       | W1                    | Los Angeles Sparks    | 2  |                    |                   |                   |                   |  |  |             |             |             |
| 1                     | W1                    | Los Angeles Sparks    | 2  | Los Angeles Sparks | 2                 |                   |                   |  |  |             |             |             |
| 1                     |                       |                       |    | Los Angeles Sparks | 2                 |                   |                   |  |  |             |             |             |
| 4                     | Seattle Storm         | 0                     |    |                    |                   |                   |                   |  |  |             |             |             |
| 4                     | Seattle Storm         | 0                     | 1  | Los Angeles Sparks | 2                 |                   |                   |  |  |             |             |             |
| Western Conference    |                       |                       | 1  | Los Angeles Sparks | 2                 |                   |                   |  |  |             |             |             |
|                       | 3                     | Utah Starzz           | 0  |                    |                   |                   |                   |  |  |             |             |             |
| 2                     | 3                     | Utah Starzz           | 0  | Houston Comets     | 1                 |                   |                   |  |  |             |             |             |
| 2                     |                       |                       |    | Houston Comets     | 1                 |                   |                   |  |  |             |             |             |
| 3                     | Utah Starzz           | 2                     |    |                    |                   |                   |                   |  |  |             |             |             |

### Conference Semifinals (Runde 1)

#### Eastern Conference

##### (1) New York Liberty – (4) Indiana Fever
| 16. August 2002 |            | Indiana Fever | 73 – 55 | New York Liberty | Bankers Life Fieldhouse, Indianapolis, Indiana |
| 16. August 2002 |            |               |         |                  | Bankers Life Fieldhouse, Indianapolis, Indiana |
| 16. August 2002 |            |               |         |                  | Bankers Life Fieldhouse, Indianapolis, Indiana |
| 16. August 2002 | Stand: 1:0 |               |         |                  | Bankers Life Fieldhouse, Indianapolis, Indiana |

| 18. August 2002 |            | New York Liberty | 84 – 65 | Indiana Fever | Madison Square Garden, New York City, New York |
| 18. August 2002 |            |                  |         |               | Madison Square Garden, New York City, New York |
| 18. August 2002 |            |                  |         |               | Madison Square Garden, New York City, New York |
| 18. August 2002 | Stand: 1:1 |                  |         |               | Madison Square Garden, New York City, New York |

| 20. August 2002 |               | New York Liberty | 75 – 60 | Indiana Fever | Madison Square Garden, New York City, New York |
| 20. August 2002 |               |                  |         |               | Madison Square Garden, New York City, New York |
| 20. August 2002 |               |                  |         |               | Madison Square Garden, New York City, New York |
| 20. August 2002 | Endstand: 2:1 |                  |         |               | Madison Square Garden, New York City, New York |

##### (2) Charlotte Sting – (3) Washington Mystics
| 15. August 2002 |            | Washington Mystics | 74 – 62 | Charlotte Sting | MCI Center, Washington D.C. |
| 15. August 2002 |            |                    |         |                 | MCI Center, Washington D.C. |
| 15. August 2002 |            |                    |         |                 | MCI Center, Washington D.C. |
| 15. August 2002 | Stand: 1:0 |                    |         |                 | MCI Center, Washington D.C. |

| 17. August 2002 |               | Charlotte Sting | 59 – 62 | Washington Mystics | Charlotte Coliseum, Charlotte, North Carolina |
| 17. August 2002 |               |                 |         |                    | Charlotte Coliseum, Charlotte, North Carolina |
| 17. August 2002 |               |                 |         |                    | Charlotte Coliseum, Charlotte, North Carolina |
| 17. August 2002 | Endstand: 0:2 |                 |         |                    | Charlotte Coliseum, Charlotte, North Carolina |

#### Western Conference

##### (1) Los Angeles Sparks – (4) Seattle Storm
| 15. August 2002 |            | Seattle Storm | 61 – 78 | Los Angeles Sparks | Key Arena, Seattle, Washington |
| 15. August 2002 |            |               |         |                    | Key Arena, Seattle, Washington |
| 15. August 2002 |            |               |         |                    | Key Arena, Seattle, Washington |
| 15. August 2002 | Stand: 0:1 |               |         |                    | Key Arena, Seattle, Washington |

| 17. August 2002 |               | Los Angeles Sparks | 69 – 59 | Seattle Storm | Staples Center, Los Angeles, Kalifornien |
| 17. August 2002 |               |                    |         |               | Staples Center, Los Angeles, Kalifornien |
| 17. August 2002 |               |                    |         |               | Staples Center, Los Angeles, Kalifornien |
| 17. August 2002 | Endstand: 2:0 |                    |         |               | Staples Center, Los Angeles, Kalifornien |

##### (2) Houston Comets – (3) Utah Starzz
| 16. August 2002 |            | Utah Starzz | 66 – 59 | Houston Comets | Delta Center, Salt Lake City, Utah |
| 16. August 2002 |            |             |         |                | Delta Center, Salt Lake City, Utah |
| 16. August 2002 |            |             |         |                | Delta Center, Salt Lake City, Utah |
| 16. August 2002 | Stand: 1:0 |             |         |                | Delta Center, Salt Lake City, Utah |

| 18. August 2002 |            | Houston Comets | 83 – 77 | Utah Starzz | Compaq Center, Houston, Texas |
| 18. August 2002 |            |                |         |             | Compaq Center, Houston, Texas |
| 18. August 2002 |            |                |         |             | Compaq Center, Houston, Texas |
| 18. August 2002 | Stand: 1:1 |                |         |             | Compaq Center, Houston, Texas |

| 20. August 2001 |               | Houston Comets | 72 – 75 | Utah Starzz | Compaq Center, Houston, Texas |
| 20. August 2001 |               |                |         |             | Compaq Center, Houston, Texas |
| 20. August 2001 |               |                |         |             | Compaq Center, Houston, Texas |
| 20. August 2001 | Endstand: 1:2 |                |         |             | Compaq Center, Houston, Texas |

### Conference Finals (Runde 2)

#### Eastern Conference

##### (1) New York Liberty – (3) Washington Mystics
| 22. August 2002 |            | Washington Mystics | 79 – 74 | New York Liberty | MCI Center, Washington D.C. |
| 22. August 2002 |            |                    |         |                  | MCI Center, Washington D.C. |
| 22. August 2002 |            |                    |         |                  | MCI Center, Washington D.C. |
| 22. August 2002 | Stand: 1:0 |                    |         |                  | MCI Center, Washington D.C. |

| 24. August 2002 |            | New York Liberty | 96 – 79 | Washington Mystics | Madison Square Garden, New York City, New York |
| 24. August 2002 |            |                  |         |                    | Madison Square Garden, New York City, New York |
| 24. August 2002 |            |                  |         |                    | Madison Square Garden, New York City, New York |
| 24. August 2002 | Stand: 1:1 |                  |         |                    | Madison Square Garden, New York City, New York |

| 25. August 2002 |               | New York Liberty | 64 – 57 | Washington Mystics | Madison Square Garden, New York City, New York |
| 25. August 2002 |               |                  |         |                    | Madison Square Garden, New York City, New York |
| 25. August 2002 |               |                  |         |                    | Madison Square Garden, New York City, New York |
| 25. August 2002 | Endstand: 2:1 |                  |         |                    | Madison Square Garden, New York City, New York |

#### Western Conference

##### (1) Los Angeles Sparks – (3) Utah Starzz
| 22. August 2002 |            | Utah Starzz | 67 – 75 | Los Angeles Sparks | Delta Center, Salt Lake City, Utah |
| 22. August 2002 |            |             |         |                    | Delta Center, Salt Lake City, Utah |
| 22. August 2002 |            |             |         |                    | Delta Center, Salt Lake City, Utah |
| 22. August 2002 | Stand: 0:1 |             |         |                    | Delta Center, Salt Lake City, Utah |

| 24. August 2002 |               | Los Angeles Sparks | 103 – 77 | Utah Starzz | Staples Center, Los Angeles, Kalifornien |
| 24. August 2002 |               |                    |          |             | Staples Center, Los Angeles, Kalifornien |
| 24. August 2002 |               |                    |          |             | Staples Center, Los Angeles, Kalifornien |
| 24. August 2002 | Endstand: 2:0 |                    |          |             | Staples Center, Los Angeles, Kalifornien |

### Finals (Runde 3)

#### (W1) Los Angeles Sparks – (E1) New York Liberty
| 29. August 2002 | Spielbericht (Memento vom 26. November 2002 im Internet Archive) | New York Liberty                                                                            | 63 – 71 | Los Angeles Sparks                                              | Madison Square Garden, New York City, New York Zuschauer: 17.666 |
| 29. August 2002 | Spielbericht (Memento vom 26. November 2002 im Internet Archive) | Punkte pro Halbzeit: 35:35, 28:36.                                                          |         |                                                                 | Madison Square Garden, New York City, New York Zuschauer: 17.666 |
| 29. August 2002 | Spielbericht (Memento vom 26. November 2002 im Internet Archive) | Punkte: Hammon (18) Rebounds: Weatherspoon (7) Assists: Johnson, Phillips, Weatherspoon (3) |         | Punkte: Mabika (20) Rebounds: Byears (11) Assists: Teasley (11) | Madison Square Garden, New York City, New York Zuschauer: 17.666 |
| 29. August 2002 | Spielbericht (Memento vom 26. November 2002 im Internet Archive) | Stand: 0:1                                                                                  |         |                                                                 | Madison Square Garden, New York City, New York Zuschauer: 17.666 |

| 31. August 2002 | Spielbericht (Memento vom 26. November 2002 im Internet Archive) | Los Angeles Sparks                                              | 69 – 66 | New York Liberty                                                                | Staples Center, Los Angeles, Kalifornien Zuschauer: 13.493 |
| 31. August 2002 | Spielbericht (Memento vom 26. November 2002 im Internet Archive) | Punkte pro Halbzeit: 31:24, 38:42.                              |         |                                                                                 | Staples Center, Los Angeles, Kalifornien Zuschauer: 13.493 |
| 31. August 2002 | Spielbericht (Memento vom 26. November 2002 im Internet Archive) | Punkte: Leslie (17) Rebounds: Byears (11) Assists: Teasley (11) |         | Punkte: Johnson, Whitmore (17) Rebounds: Phillips (8) Assists: Weatherspoon (5) | Staples Center, Los Angeles, Kalifornien Zuschauer: 13.493 |
| 31. August 2002 | Spielbericht (Memento vom 26. November 2002 im Internet Archive) | Endstand: 2:0 Finals-MVP: Lisa Leslie                           |         |                                                                                 | Staples Center, Los Angeles, Kalifornien Zuschauer: 13.493 |

#### WNBA-Meistermannschaft
(Teilnahme an mindestens einem Playoff-Spiel)
| WNBA Meister Los Angeles Sparks | Guards: Tamecka Dixon, Nicky McCrimmon, Nikki Teasley, Sophia Witherspoon Guard-Forwards: Latasha Byears, Mwadi Mabika Forwards: DeLisha Milton-Jones, Vedrana Grgin-Fonseca Forward-Center: Érika de Souza Center: Marlies Askamp, Lisa Leslie (Finals MVP) Cheftrainer: Michael Cooper |

## WNBA Awards und vergebene Trophäen
| Auszeichnung                            | Spielerin          | Mannschaft         |
| --------------------------------------- | ------------------ | ------------------ |
| WNBA Finals MVP Award                   | Lisa Leslie        | Los Angeles Sparks |
| WNBA Most Valuable Player Award         | Sheryl Swoopes     | Houston Comets     |
| WNBA Defensive Player of the Year Award | Sheryl Swoopes     | Houston Comets     |
| WNBA Most Improved Player Award         | Coco Miller        | Washington Mystics |
| WNBA Peak Performer (Punkte)            | Chamique Holdsclaw | Washington Mystics |
| WNBA Peak Performer (Rebounds)          | Chamique Holdsclaw | Washington Mystics |
| WNBA Rookie of the Year Award           | Tamika Catchings   | Indiana Fever      |
| Kim Perrot Sportsmanship Award          | Jennifer Gillom    | Phoenix Mercury    |
| WNBA Coach of the Year Award            | Marianne Stanley   | Washington Mystics |

### All-WNBA Teams
| All-WNBA First Team |                                   |
| Guards:             | Sue Bird – Mwadi Mabika           |
| Forwards:           | Tamika Catchings – Sheryl Swoopes |
| Center:             | Lisa Leslie                       |

| All-WNBA Second Team |                                     |
| Guards:              | (MIN) Katie Smith – Shannon Johnson |
| Forwards:            | Tina Thompson – Chamique Holdsclaw  |
| Center:              | (NYL) Tari Phillips                 |